# Němčice (Plzeň)
Němčice é uma comuna checa localizada na região de Plzeň, distrito de Domažlice.